# Sili Messalla
Sili Messalla (en llatí Silius Messalla potser Marcus Silius Messalla) va ser un magistrat romà.
Va ser nomenat cònsol sufecte a partir de l'1 de maig del 193 i ho va ser fins a finals de juny. Messalla va ser la persona que formalment va anunciar al senat romà la deposició de Didi Julià, senador que s'havia fet amb l'imperi després de l'assassinat de Pèrtinax, i la proclamació de Septimi Sever com a emperador. El senat, convocat per Messal·la, va condemnar a mort a Didi Julià i va proclamar la divinització de Pèrtinax.
És possiblement, encara que no segur, el mateix Messal·la que apareix al Fasti com a cònsol l'any 214. Va morir per ordre d'Elagàbal el 218.